# Jean Sécember
Jean Sécember (Tourcoing, 10 aprile 1911 – Tourcoing, 6 febbraio 1990) è stato un calciatore francese, di ruolo attaccante.

## Carriera

### Nazionale
Ha collezionato quattro presenze con la propria Nazionale.